# Бристольский залив
Бристо́льский зали́в (Бри́стольский зали́в, устар. Бристольский канал; англ. Bristol Channel, валл. Môr Hafren) — залив Атлантического океана в юго-западной части Великобритании. 
Отделяет южный Уэльс от английских графств Сомерсет и Девон. Простирается от устья реки Северн до Кельтского моря. 
Название происходит от английского города-порта Бристоль.
На входе в залив с восточной стороны находится Большой пирс.

## Галерея

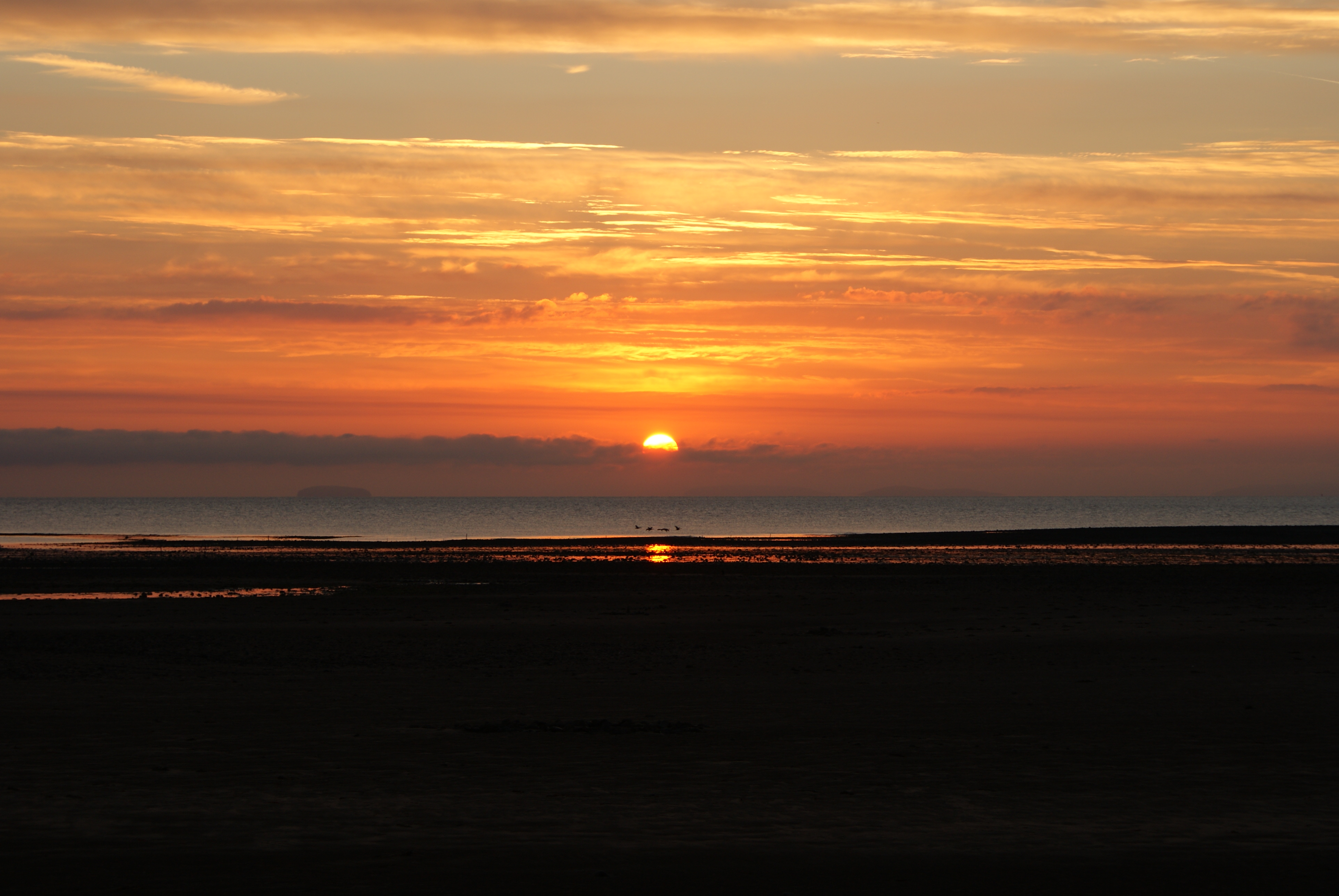
Восход солнца
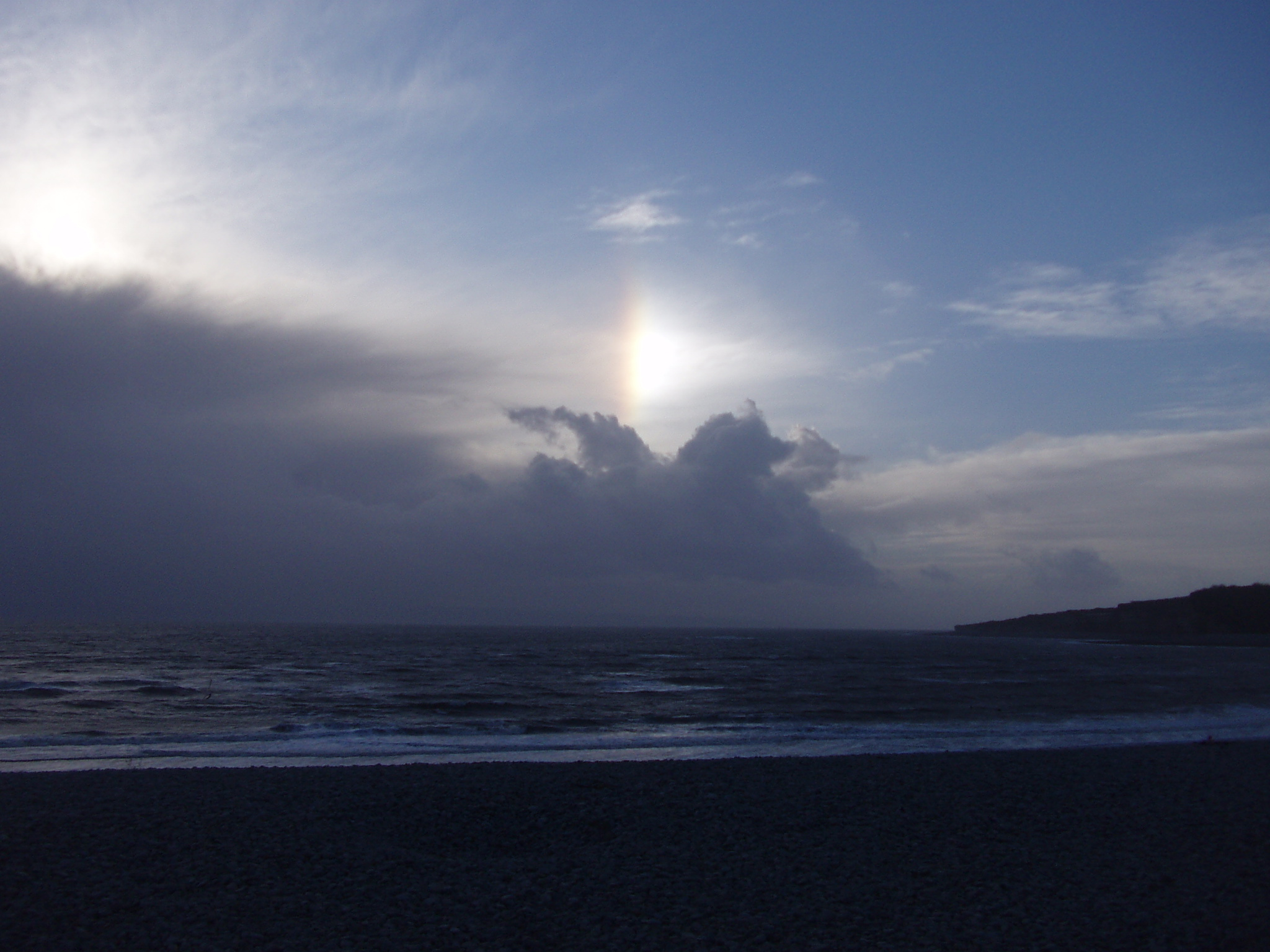
Вид Бристольского залива со стороны Уэльса
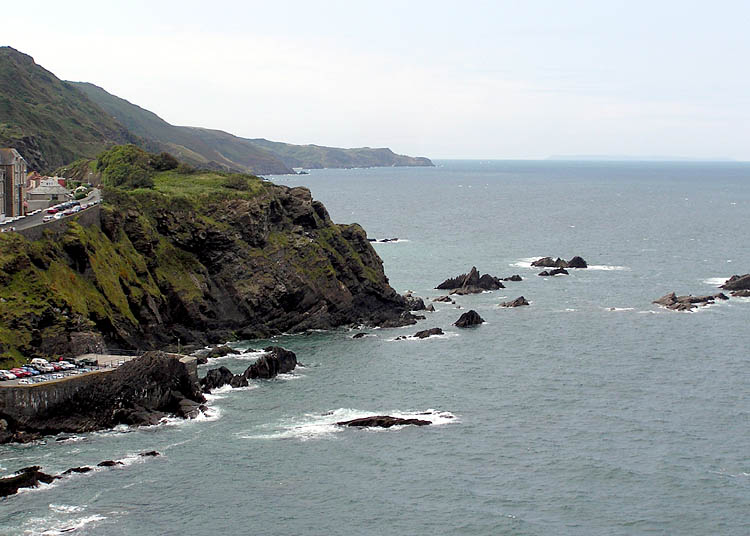
Вид Бристольского залива